# Dodekanes-Feldzug
Der britische Dodekanes-Feldzug vom 8. September 1943 bis 22. November 1943 war eine Militäroperation im Zweiten Weltkrieg und zielte auf eine Eroberung der Italienischen Ägäis-Inseln ab. Im Gegenzug startete die Wehrmacht am 3. Oktober das triphibische Unternehmen Eisbär und schlug die Briten zurück.

## Ziel
Ziel dieser Landungsoperation war es, die Dodekanes-Inseln in der südöstlichen Ägäis nach der Kapitulation Italiens schnellstmöglich zu besetzen, um diese als Ausgangsbasis für Operationen gegen die von Deutschland kontrollierten Balkanländer zu verwenden, insbesondere für Luftangriffe auf die rumänischen Ölfelder von Ploiești.

## Verlauf
Durch die alliierten Vorbereitungen wollten die meisten italienischen Soldaten entweder in ihre Heimat zurückkehren oder die Seiten wechseln, weshalb deutsche Kräfte der Heeresgruppe E vom Festland auf die Dodekanes-Inseln verlegt wurden. Die größte Bedeutung dabei hatte die 7.500 Mann starke Sturm-Division Rhodos unter dem Kommando von Generalleutnant Ulrich Kleemann.
Am 8. September, dem Tag der Verkündung des Waffenstillstands von Cassibile, kapitulierte die italienische Garnison auf Kastelorizo gegenüber britischen Truppen. Daraufhin erteilte Divisionskommandeur Kleemann am 9. September den Angriffsbefehl gegen das 40.000 Mann starke italienische Kontingent, das am 11. September kapitulierte.
Als Antwort auf die alliierten Eroberungen der Inseln Kos, Kalymnos, Samos, Leros, Symi und Astypalea mobilisierte die deutsche Wehrmacht die 22. Infanterie-Division unter dem Kommando von Generalleutnant Friedrich-Wilhelm Müller, die am 19. September bereits Karpathos, Kasos und die italienisch besetzten Inseln der Sporaden und Kykladen kontrollierte.

Grabsteine gefallener italienischer Soldaten, Katholischer Friedhof der Stadt Kos

Im Oktober entdeckte die deutsche Luftwaffe die Basen der britischen Streitkräfte auf Kos und versuchte diese zuerst durch Luftangriffe, dann auch mit einer amphibischen Landungsoperation zu bekämpfen. Diese Operation trug den Decknamen Unternehmen Eisbär und zwang die britischen Truppen zum Rückzug über Nacht. Während dieser Schlacht konnten 1388 britische und 3145 noch verbliebene italienische Gefangene gemacht werden. Etwa 100 italienische Offiziere wurden beim Massaker von Kos durch die Wehrmacht ermordet.
Als Folge der Kapitulation der italienischen Kräfte auf Kos ergab sich die italienische Garnison Kalymnos’, was eine wesentliche Erleichterung für Operationen gegen das nächste Ziel Leros unter dem Decknamen Unternehmen Leopard bedeutete. Als Angriffsbeginn wurde der 9. Oktober festgesetzt, jedoch verzögerte er sich aufgrund der Versenkung des deutschen Truppenkonvois (Dampfer Olympos mit 5 Fährprähmen) durch die Royal Navy bis zum 12. November. Die 5. Staffel des Kampfgeschwaders 100 beschädigte am 11. November den britischen Zerstörer Rockwood (L39) (Lage) mit einer funkferngesteuerten Gleitbombe Henschel Hs 293, so dass er abgewrackt werden musste. Zwei Tage später traf sie den britischen Zerstörer Dulverton (L63) (Lage) ebenfalls mit einer HS 293. Die Dulverton sank; 78 der 198 Crewmitglieder starben.
Nach den in zwei Invasionsgruppen (eine von Osten und eine von Westen kommend) geteilten Landungen auf Leros am 12. November 1943 gelang es der Küstenjäger-Abteilung der Division Brandenburg, einen Brückenkopf zu erobern. In der folgenden Nacht landeten deutsche Fallschirmjäger der Division Brandenburg in der Inselmitte und zerschnitten die alliierten Kräfte schnell in zwei Teile. Daraufhin ergaben sich die alliierten Truppen am 16. November. Die Verluste während dieser Operation betrugen 520 Mann auf deutscher Seite und 3200 britische sowie 5350 italienische Gefangene.

## Folgen
Die alliierten Angriffe schlugen auf allen drei angegriffenen Inseln, Rhodos, Leros und Kos, fehl. Unter hohen Verlusten an Menschen und Material mussten sich die Briten wieder von den Inseln der Dodekanesgruppe zurückziehen. Die Inseln wurden daraufhin von deutschen Truppen der 22. Infanterie-Division unter dem Befehl von Friedrich-Wilhelm Müller von Kreta aus besetzt und bis zur deutschen Gesamtkapitulation am 8. Mai 1945 gehalten.

## Fiktionale Verarbeitung
Die Handlung des 1957 veröffentlichten Romans Die Kanonen von Navarone von Alistair MacLean hat den Dodekanes-Feldzug als realen Hintergrund. Der Roman wurde 1961 unter gleichem Titel verfilmt.